# ام‌اس برائمار
ام‌اس برائمار (به انگلیسی: MS Braemar) یک کشتی است که طول آن ۱۹۵٫۸۲ متر (۶۴۲ فوت ۵ اینچ) می‌باشد. این کشتی در سال ۱۹۹۳ ساخته شد.